# دانيال إم
دانيال إم (بالإنجليزية: Daniel Im)‏ هو لاعب غولف أمريكي، ولد في 5 أبريل 1985 في Wayne, New Jersey ‏ في الولايات المتحدة.

## وصلات خارجية
- دانيال إم على موقع رابطة أوروبا للاعبي الغولف المحترفين (الإنجليزية)
- دانيال إم على موقع التصنيف العالمي الرسمي للغولف (الإنجليزية)